# Ремсен, Айра
Айра Ремсен (англ. Ira Remsen, 10 февраля 1846 — 4 марта 1927) — американский химик, второй президент Университета Джонса Хопкинса (1901—1913). Вместе с Константином Фальбергом открыл в 1879 году искусственный подсластитель сахарин.

## Биография
Айра Ремсен родился в Нью-Йорке 10 февраля 1846 года. Он получил степень доктора медицины в Нью-Йоркском гомеопатическом медицинском колледже в 1865 году. Впоследствии Ремсен изучал химию в Германии; под руководством Вильгельма Рудольфа Фиттига, получил докторскую степень в Геттингенском университете в 1870 году. В 1872 году, после изучения чистой химии в Тюбингенском университете, Ремсен вернулся в Соединенные Штаты и стал профессором Уильямс-колледжа, где написал популярный текст «Теоретическая химия». Книга и репутация Ремсена привлекли к нему внимание Дэниела Койта Гилмана, который пригласил его стать одним из первых преподавателей Университета Джонса Хопкинса. Ремсен согласился и основал там кафедру химии, руководя собственной лабораторией. В 1879 году Ремсен основал Американский химический журнал, который редактировал в течение 35 лет.
В 1879 году Константин Фальберг, будучи сотрудникон лаборатории Ремсена, случайно открыл сахарин. Первая статья Ремсена и Фальберга о новом научном открытии под названием «Über die Oxydation des Orthotoluolsulfamids» (Об окислении орто-толуолсульфамида) была опубликована в 1879 г. в журнале «Berichte» (известного немецкого химического общества). Статья поступила в редакцию 27 февраля 1879 г. Позже в 1880 г. эта статья была дополнена и опубликована на английском языке.
В 1879 году Ремсен был избран членом Американского философского общества.
В 1901 году Ремсен был назначен президентом Университета Джонса Хопкинса, где он основал Инженерную школу. В 1912 году он ушел с поста президента из-за плохого состояния здоровья и удалился в Кармель, Калифорния.
В 1923 году Ремсен был награжден медалью Пристли. Он умер 4 марта 1927 года.

## Наследие
Построенное в 1924 году, после его смерти Ремцена, новое здание химического факультета в Университете Джонса Хопкинса было названо в его честь. Прах Ремсена находится за мемориальной доской в Ремсен-холле; он единственный человек, похороненный на территории университета.
Его дом в Балтиморе был внесен в Национальный реестр исторических мест США и объявлен национальным историческим памятником в 1975 году.
В 1946 году, в ознаменование столетия Ремсена, отделение Американского химического общества в Мэриленде начало присуждать в его честь премию Ремсена. Лауреатами премии стали многие известные химики и среди них 16 лауреатов Нобелевской премии в период с 1950 по 1980 год.